# Dème de Pávlos Melás
Pour les articles homonymes, voir Pavlos Melas (homonymie).
Le dème de Pávlos Melás (grec moderne : Δήμος Παύλου Μελά) est un dème situé dans la périphérie de Macédoine-Centrale en Grèce. Le dème actuel est issu de la fusion en 2011 entre les dèmes d’Efkarpía, de Políchni et de Stavroúpoli. Le dème fait partie de l'aire métropolitaine de Thessalonique.

## Historique

### Le camp
En 1881, alors que la région fait partie du vilayet de Salonique dans l'Empire ottoman, un camp militaire de l'armée ottomane est créé à Stavroúpoli. 
En 1912, à l'issue de la Première guerre balkanique, il passe sous la souveraineté du royaume de Grèce et devient un camp militaire grec : il reçoit le nom de Pávlos Melás en l'honneur d'un combattant de la lutte pour la Macédoine, exécuté par les Ottomans en 1904. Il est utilisé par les forces alliées de l'expédition de Salonique pendant la Première Guerre mondiale. Il devient ensuite un camp de réfugiés pour les Grecs expulsés d'Asie mineure. 
Pendant l'occupation allemande de la Grèce au cours de la Seconde Guerre mondiale, il sert de camp de concentration (allemand : « Konzentrationslager Pavlo Mela »). Placé sous l'autorité du SD (police de la SS) et gardé par la police grecque, il s'agit, en principe, d'un camp de détention comparable à celui de Chaïdári et non d'un camp d'extermination. 278 membres du Parti communiste et de l'organisation conservatrice Pangrian, arrêtés le 5 juillet 1941 y sont transférés en septembre 1941. Le général Wilhelm List, commandant des troupes allemandes en Grèce, ordonne de l'utiliser comme camp d'otages contre le « judéo-bolchévisme » : 50 à 100 captifs communistes doivent être exécutés en cas de meurtre d'un soldat allemand. En 1944, la milice collaborationniste des bataillons de sécurité participe aux côtés des Allemands aux arrestations et à la gestion du camp. Le 6 juin 1944, 101 otages y sont fusillés.
Après la guerre, le camp, d'une superficie de 336 000 m2, est de nouveau utilisé par l'armée grecque. En mars 2017, le ministère de la défense transfère le vaste terrain du camp à la municipalité de Thessalonique qui doit en faire un ensemble immobilier civil, 83 appartements étant réservés pour les familles de militaires. Un musée de la Résistance grecque doit être construit sur une partie du terrain.

Images
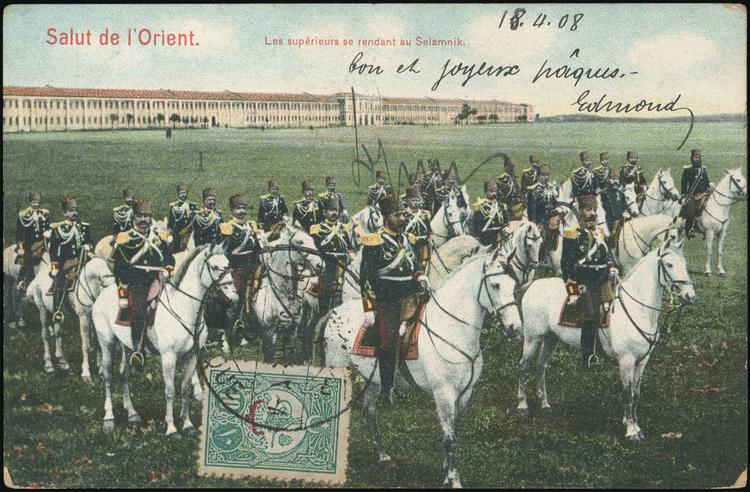
Cavalerie ottomane au camp militaire, carte postale de 1908.
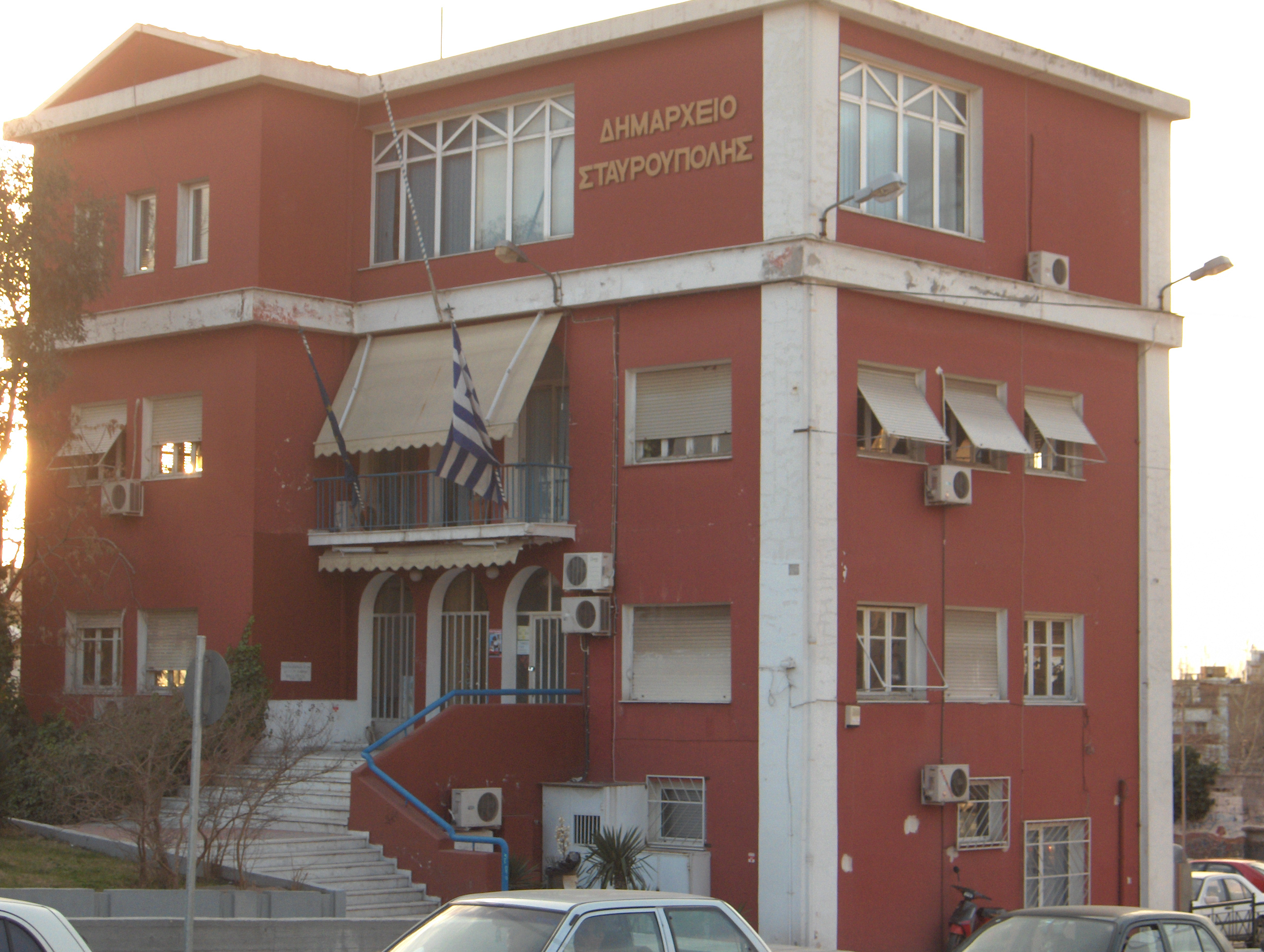
Mairie de Stavroúpoli en 2007.
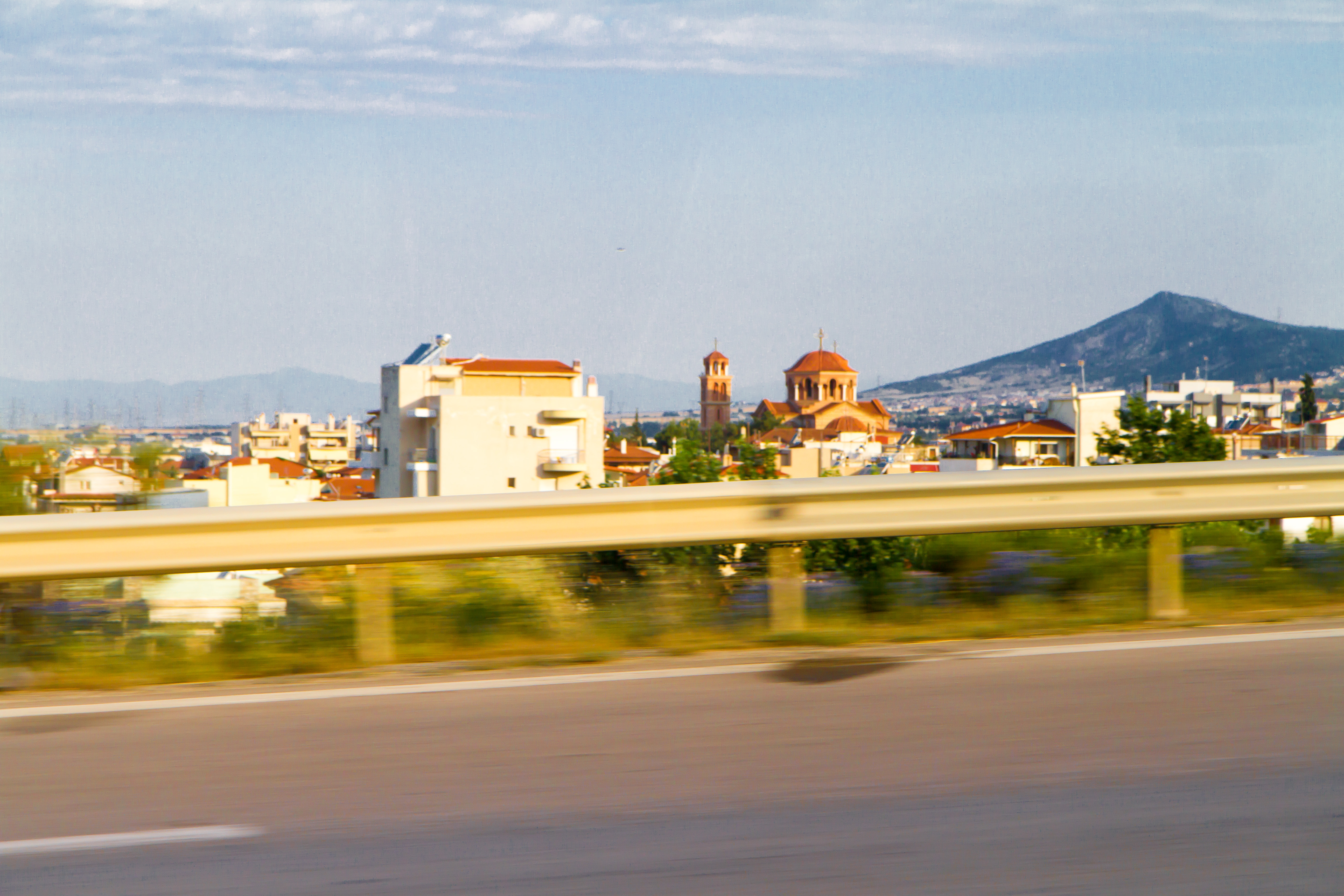
Efkarpia en 2014.